# Église Saint-Volusien de Savignac
Ne pas confondre avec l'Abbatiale Saint-Volusien de Foix, localement dénommée église Saint-Volusien
L'église Saint-Volusien est une église paroissiale catholique située à Savignac-les-Ormeaux, dans l'Ariège, en région Occitanie (France).

## Histoire
Une première fois citée en 1224, l'église de Savignac-les-Ormeaux est alors dédiée à saint Fabien et à saint Sébastien, tout en étant confondue avec celles du village voisin de Perles, et cela jusqu'en 1803. Elle est reconstruite entre 1901 et 1904 dans le style néo-roman par un certain abbé Faux, comme le signale une plaque à l'entrée de la nef. Elle est alors dédiée à saint Volusien, évêque de Tours de 488/489 à 496 et patron de la ville de Foix.

## Galerie

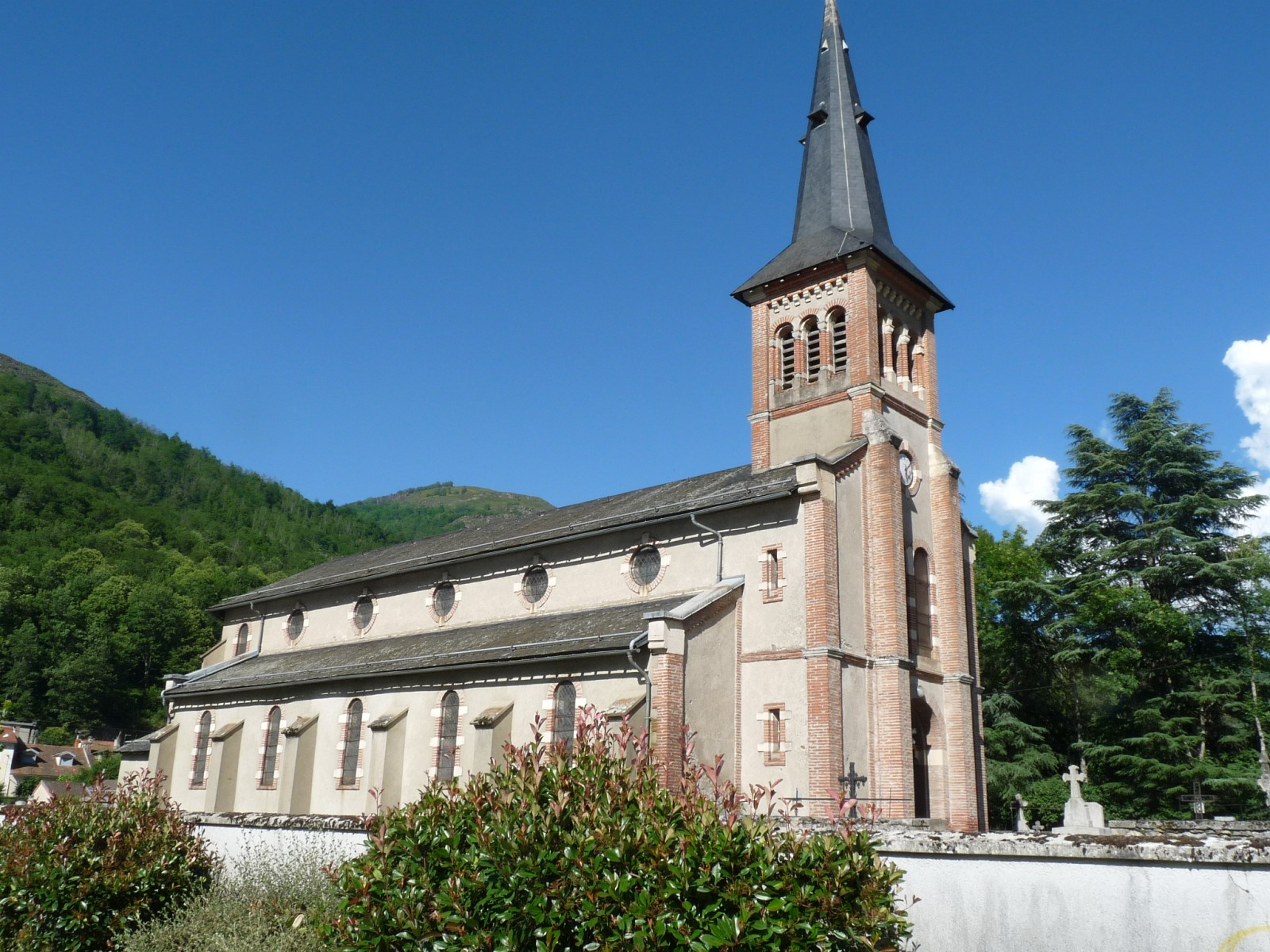
La façade Ouest de l'église
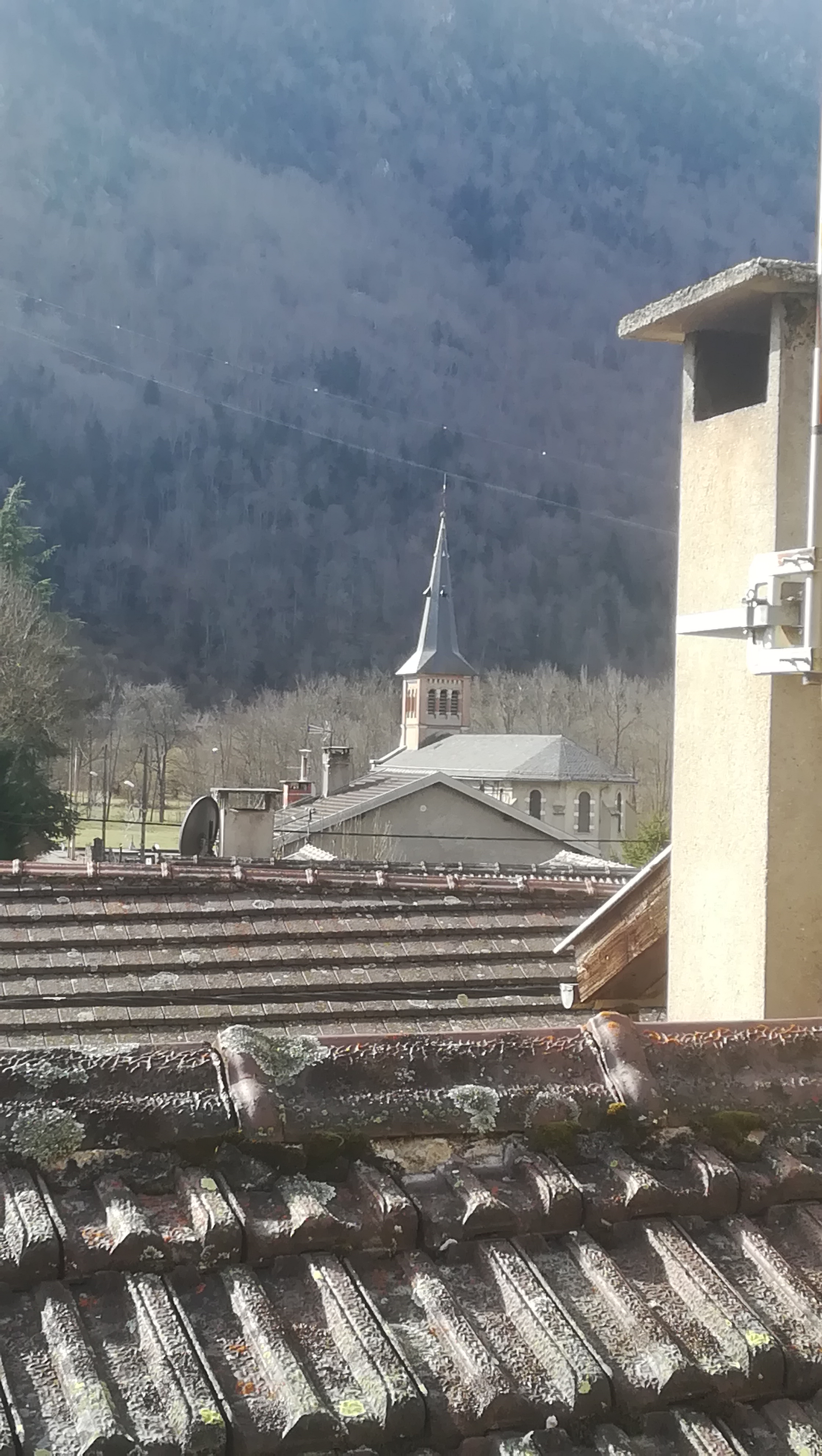
L'église vue des toits de Savignac
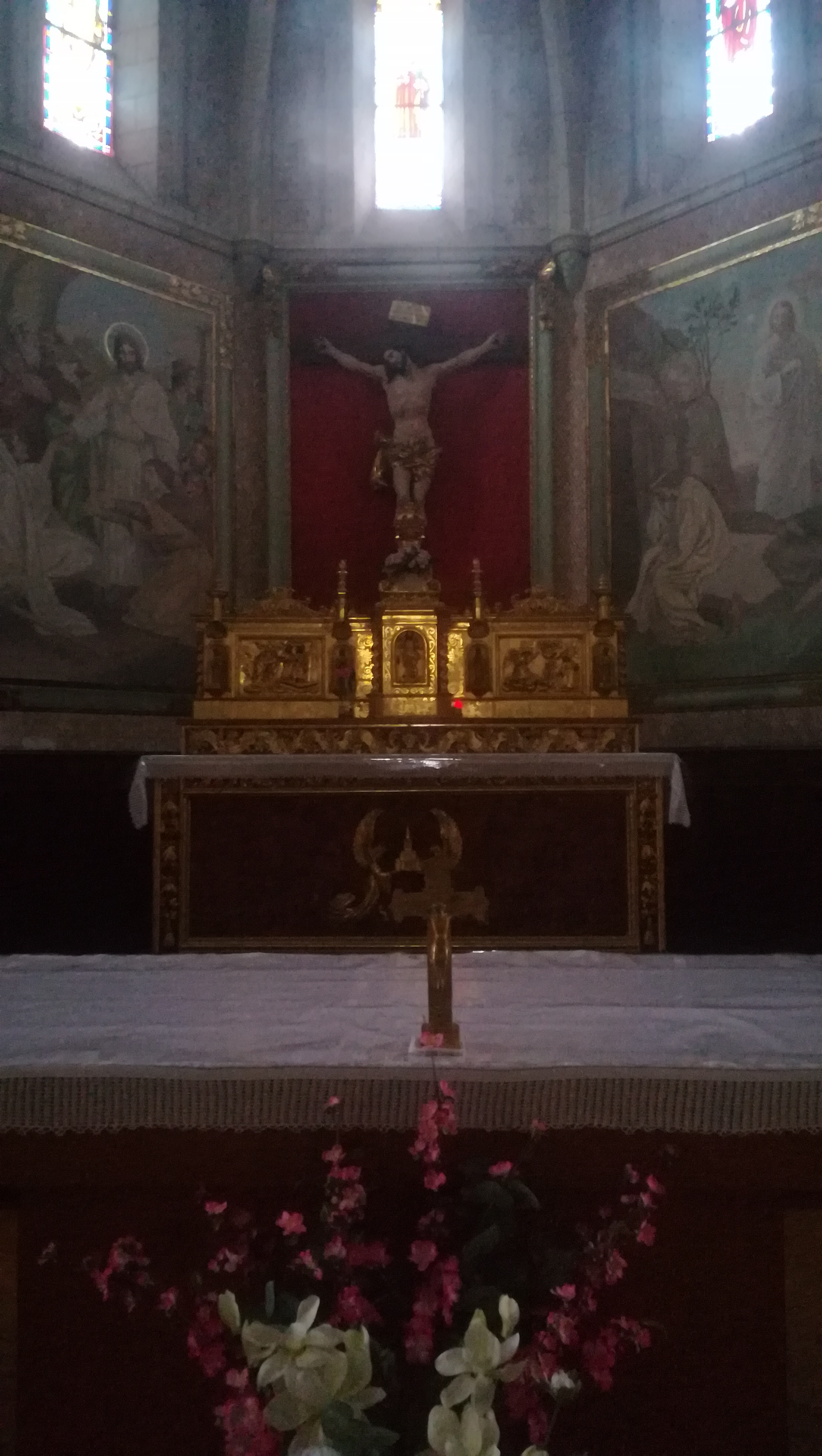
L'autel recouvert de l'antependium en cuir de Cordoue et le tabernacle à ailes. Sur les ailes du tabernacle sont représentées : à gauche, la Visitation[3] et à droite, l'Annonciation[4].

## Mobilier
L'autel avec son tabernacle en bois sculpté et doré (XVIIe siècle) et son antependium en cuir de Cordoue (XVIIIe siècle) sont classés monument historique au titre d'objet.